# Sébastien Ogier
Sébastien Ogier (Gap, 17 december 1983) is een Frans rallyrijder. Hij komt uit in het wereldkampioenschap rally voor het rallyteam van Toyota, actief met de Toyota Yaris WRC.
Ogier reed pas twee jaar rally's toen hij in 2008 de titel in het Junior World Rally Championship op zijn naam schreef. Hij stapte vervolgens over naar een World Rally Car en kwam via het Citroën Junior Team in 2010 terecht bij Citroëns officiële fabrieksteam. Hij won datzelfde jaar zijn eerste WK-rally, in Portugal. In 2011 eindigde hij derde in de strijd om de rijderstitel. Een overstap naar Volkswagen maakte hem in 2013 voor het eerst wereldkampioen. Hij prolongeerde zijn titel in 2014, 2015 en 2016. Nadat Volkswagen het kampioenschap na 2016 verlieten, heeft Ogier de overstap gemaakt naar het team van M-Sport waarmee hij in 2017 en 2018, hoewel minder dominant, opnieuw wereldkampioen zou worden.

## Carrière

### Vroege carrière
Sébastien Ogier debuteerde in 2006 in de rallysport en het jaar daarop won hij de Peugeot 206 cup in het Frans rallykampioenschap. Met de steun van de Franse autosport federatie maakte Ogier voor het seizoen 2008 de overstap naar het wereldkampioenschap rally, actief met een Citroën C2 S1600 in het Junior World Rally Championship. Tijdens zijn debuutrally in Mexico overtuigde hij gelijk met een klasse-overwinning en een achtste plaats in het algemeen klassement, waarmee hij ook een WK-punt behaalde. Ogier won dat jaar nog twee keer in zijn klasse en behaalde ook nog een tweede plaats tijdens de slotronde van het kampioenschap, waardoor hij zich verzekerde van de titel in het JWRC. Als beloning reed hij tijdens de seizoensfinale in Groot-Brittannië met een Citroën C4 WRC, waarmee hij kortstondig de rally leidde voordat hij door een ongeluk ver terugviel in het klassement.

### Wereldkampioenschap rally

#### 2009-2010: Citroën Junior Team
Voor het seizoen 2009 werd Ogier onderdeel van het Citroën Junior Team, wat Citroën vanaf dat jaar als tweede team inschreef in het WK Rally. Voorafgaand aan het WK-seizoen nam Ogier deel aan de Rallye Monte-Carlo met een Kronos Peugeot 207 S2000, de rally die dat jaar diende als openingsronde van de Intercontinental Rally Challenge. Ogier bewees met een gedegen rijstijl consistent te zijn, en toen andere problemen ondervonden, nam hij leiding in de wedstrijd over en won hij uiteindelijk ook de rally.

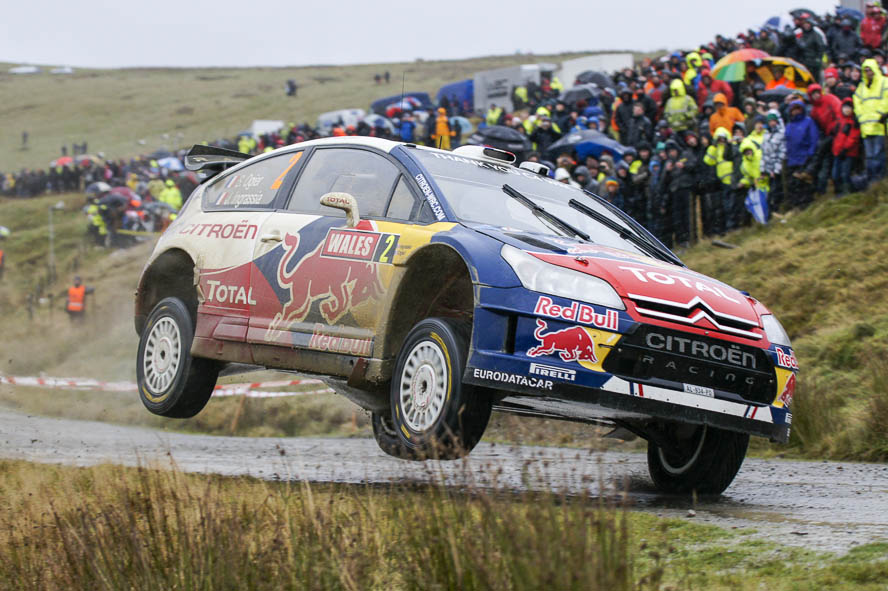
Ogier actief voor Citroën tijdens de Rally van Groot-Brittannië in 2010

Zijn WK-campagne in de Citroën C4 WRC startte hij goed met een zesde plaats in Ierland en later een zevende plaats in Argentinië. Tijdens de Rally van Griekenland behaalde hij zijn eerste podium resultaat in het WK, eindigend achter winnaar Mikko Hirvonen als tweede. Ogier schreef in de tweede seizoenshelft nog in drie gevallen een punten scorende positie op zijn naam en eindigde in het kampioenschap bij de rijders uiteindelijk als achtste. Ogier ging in het seizoen 2010 bij dit team verder, al werd hij nu bevorderd tot de rol van kopman, met naast hem Kimi Räikkönen als teamgenoot. Hij behaalde zijn eerste podium resultaat in Mexico, waar hij met een derde plaats een volledig Citroënpodium completeerde. In Nieuw-Zeeland lag hij op koers om de rally te winnen, maar door een spin op de laatste klassementsproef verloor hij enkele seconden, wat genoeg was voor Jari-Matti Latvala om de eerste plaats over te nemen en Ogier te degraderen naar een uiteindelijke tweede plaats. Zijn eerste WK-rally overwinning liet niet lang op zich wachten toen hij in de daaropvolgende ronde in Portugal een dominant optreden tijdens de openingsetappe om wist te zetten tot een comfortabele leiding die hij in het restant van de rally behield. Deze resultaten leidden ertoe dat Ogier voor de resterende evenementen op onverhard de plaats als tweede rijder bij Citroëns fabrieksinschrijving overnam van Daniel Sordo. In zijn eerste uiting in Finland streed hij gelijk mee om de overwinning, maar zou hij wederom tweede eindigen achter Ford-rijder Latvala. Een derde plaats op het asfalt in Duitsland werd gevolgd door een tweede WK-rally overwinning in Japan (en zijn eerste voor het officieuze Citroën team), waar hij op de laatste dag de leiding overnam van Petter Solberg, en die achter hem liet. Hierdoor verstevigde Ogier zijn tweede plaats die hij op dat moment in handen had in het rijderskampioenschap. In de drie resterende rally's wist hij echter minder punten te scoren en onder meer door een opgave in Groot-Brittannië werd hij in het kampioenschap nog achterhaald door Latvala en Solberg, en viel hij terug naar een uiteindelijke vierde plaats in de stand.

#### 2011: Citroën

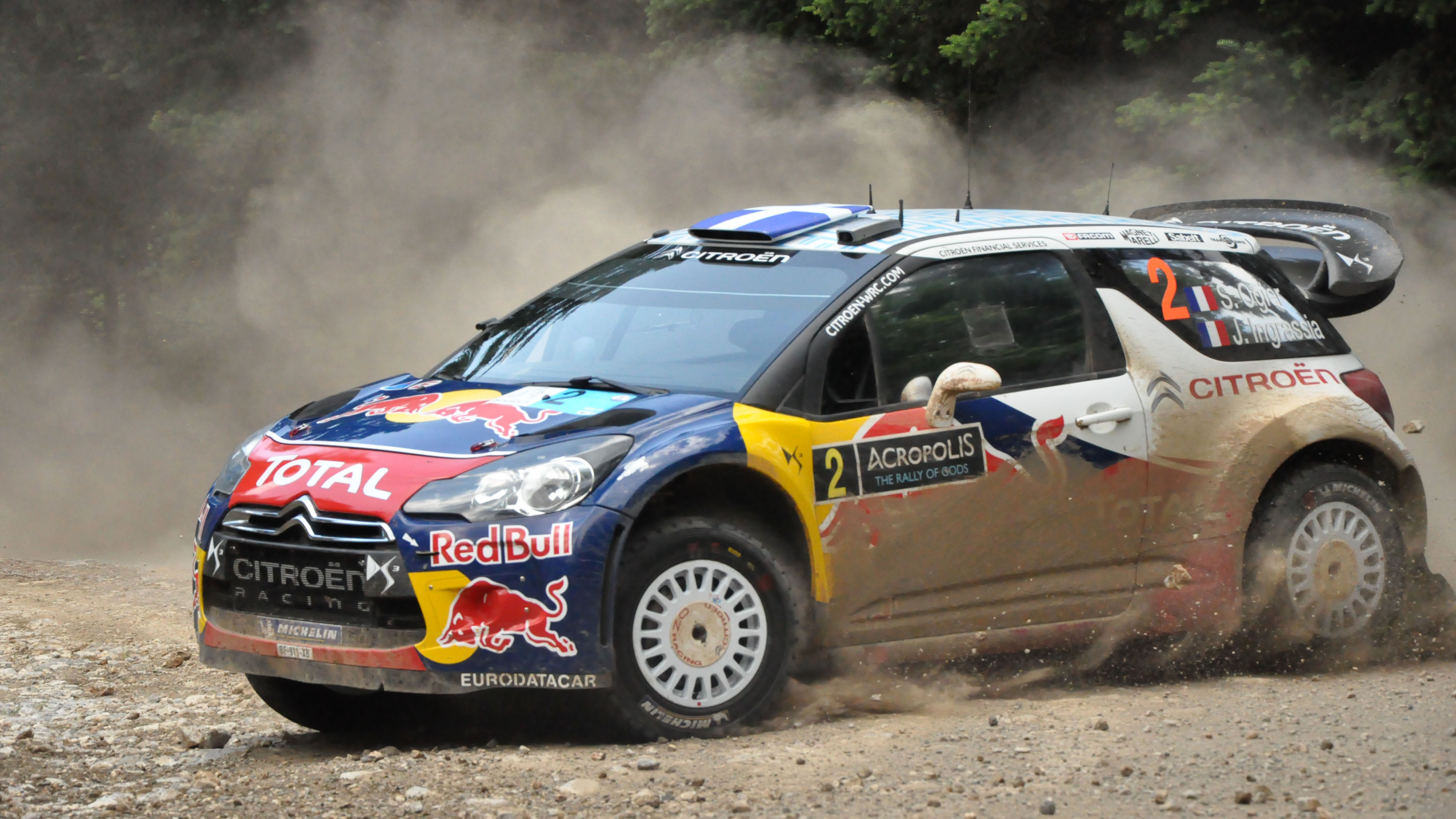
Ogier in de Citroën DS3 WRC op weg naar de overwinning tijdens de Rally van Griekenland in 2011

In het seizoen 2011 werd Ogier vaste rijder bij Citroën, als teamgenoot van de regerend wereldkampioen Sébastien Loeb. Door de invoering van nieuwe reglementen binnen de World Rally Car categorie, introduceerde Citroën dat jaar de Citroën DS3 WRC als het nieuwe wapenfeit. Ogier opende het seizoen met een vierde plaats in Zweden, waarmee hij net het podium misliep, maar wel Loeb voorbleef die niet verder kwam dan plaats zes. Door de snelste tijd te noteren op de slot klassementsproef werd Ogier de eerste winnaar van de zogenaamde Power Stage, waarmee extra punten konden worden vergaard. In de daaropvolgende ronde in Mexico lag Ogier met ingang van de slotdag aan de leiding van de rally, maar een ongeluk op de eerstvolgende klassementsproef betekende dat hij moest opgeven. Ogier maakte de opgelopen achterstand in het kampioenschap goed met opeenvolgende overwinningen in Portugal en Jordanië; in de laatstgenoemde verloeg hij concurrent Latvala met een verschil van slechts 0,2 seconden (daarmee het kleinste verschil tussen de nummer 1 en 2 in de eindstand van een WK-rally). Ogier schreef zijn derde overwinning van het seizoen op naam in Griekenland, terwijl hij vervolgens in Duitsland voor het eerst wist te winnen op asfalt, en daarmee ook de reeks van Loeb van overwinningen in dit evenement beëindigde, die nu als tweede over de streep kwam. In de daaropvolgende ronde in Australië viel Loeb vroegtijdig terug in het klassement en kon Ogier profiteren, voordat ook hij slechts enkele proeven later verongelukte en hier uiteindelijk geen punten zou pakken voor het kampioenschap. Een tweede kans wist Ogier wel te benutten in Frankrijk, waar Loeb dit keer uitviel, en Ogier voor thuispubliek de rally won. Zijn kansen op de titel verdwenen echter in de voorlaatste ronde in Catalonië, waar hij door problemen aan de motor moest opgeven. Hij eindigde uiteindelijk achter Loeb en Hirvonen als derde in het kampioenschap. Een week later werd aangekondigd dat Ogier en navigator Julien Ingrassia het team van Citroën zouden verlaten, en vervangen worden door Mikko Hirvonen en Jarmo Lehtinen.
Ogier won in december 2011 de Race of Champions en kreeg daarmee ook de Henri Toivonen Memorial Trophy uitgereikt.

#### 2012-2016: Volkswagen

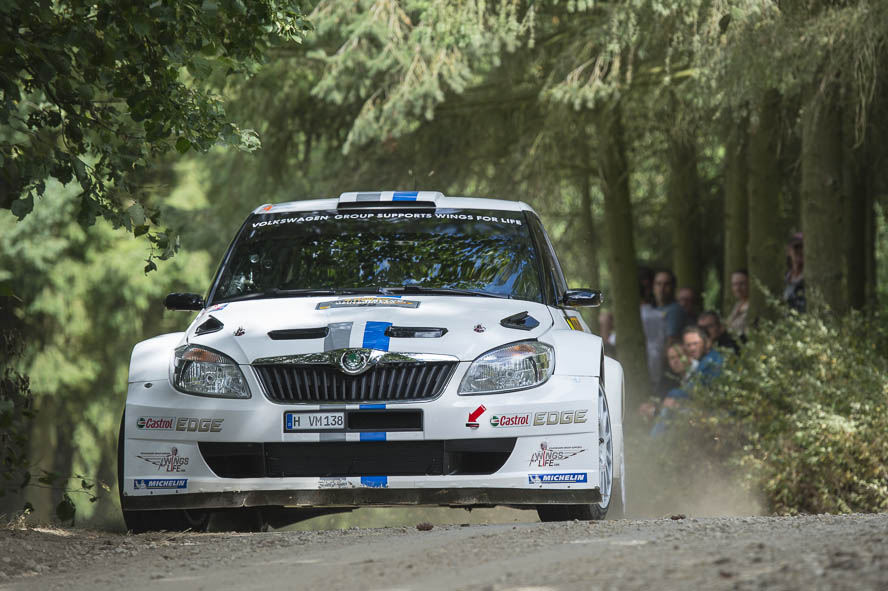
In 2012 werkte Ogier het seizoen af met een Skoda Fabia S2000

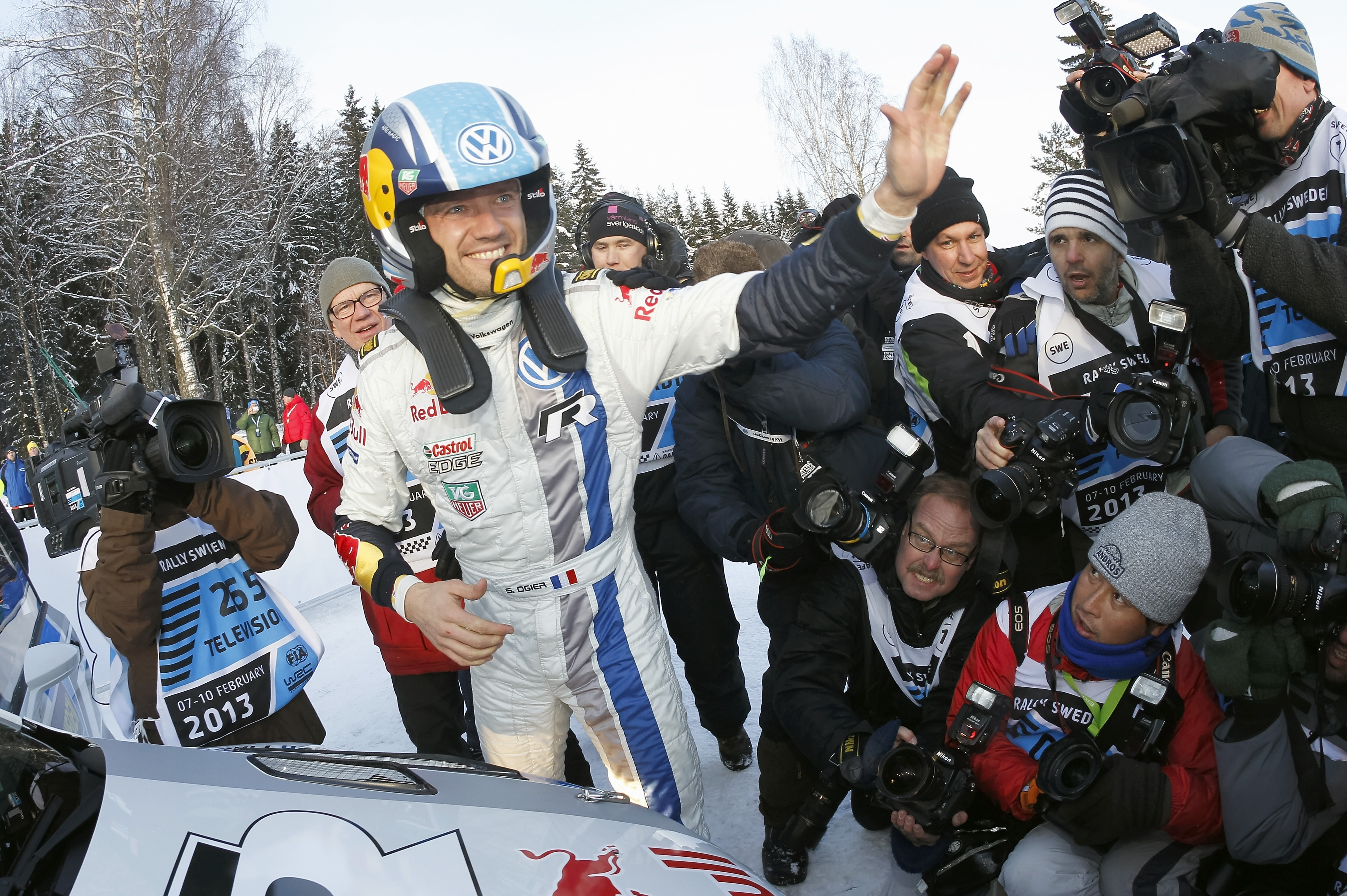
Ogier viert zijn eerste overwinning met Volkswagen in Zweden in 2013

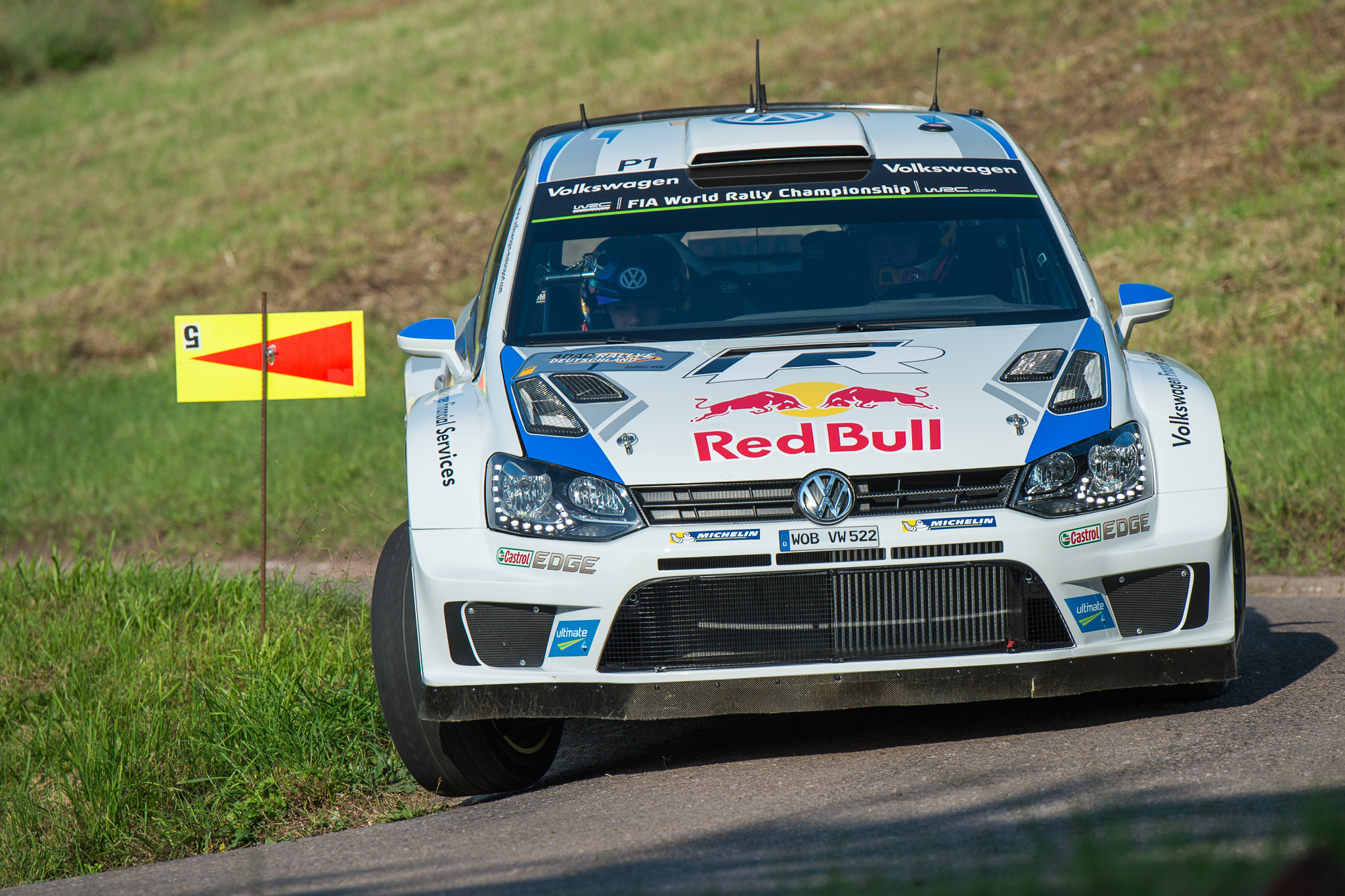
Ogier met Volkswagen actief tijdens de Rally van Duitsland in 2014

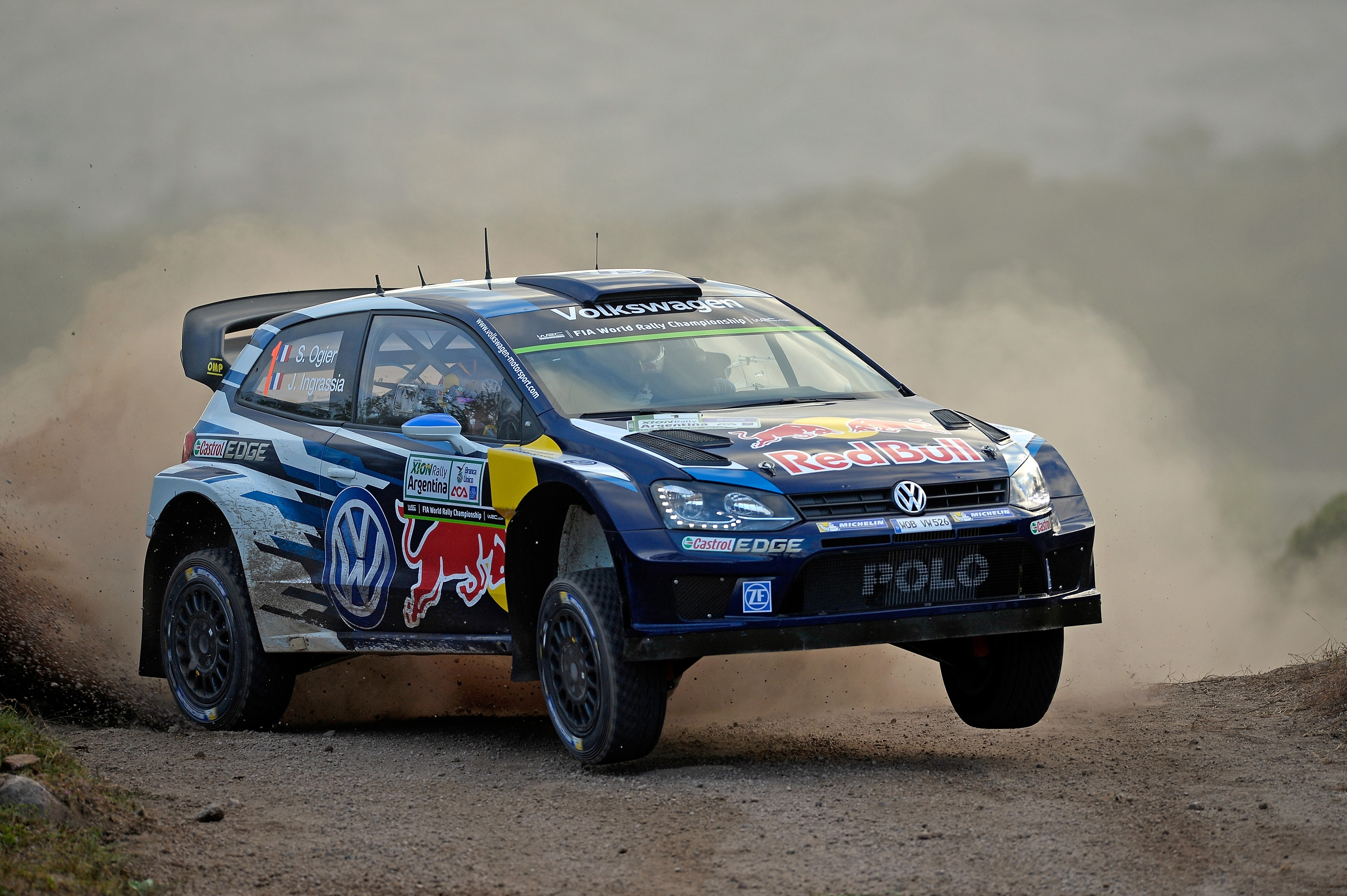
In actie in 2015 in Argentinië

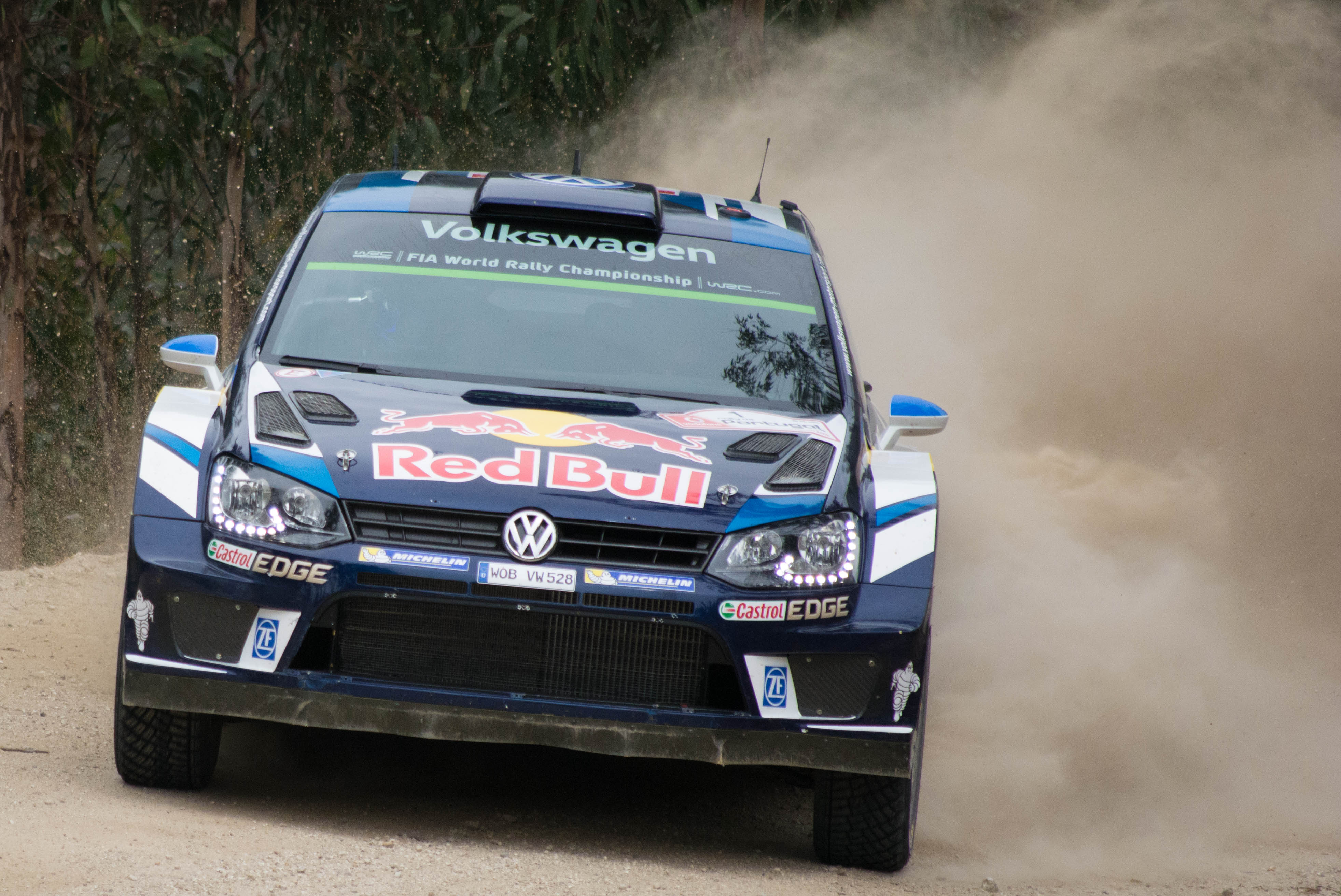
In 2016 behaalde Ogier zijn vierde en laatste wereldtitel met Volkswagen

Op 23 november 2011 tekende Ogier bij nieuwkomer Volkswagen, die in het seizoen 2012 nog niet gingen rijden met de Volkswagen Polo R WRC, maar er wel een uitgebreid testprogramma mee afwerkten. Ogier reed daarnaast een bijna volledig programma in het WK rally met een Škoda Fabia S2000. In sommige gevallen wist hij goede oppositie te bieden aan menig World Rally Cars, en behaalde uiteindelijk zeven keer een top tien finish. In Sardinië won hij zelfs een klassementsproef en hij eindigde daar in zijn beste resultaat van het seizoen als vijfde algemeen.
Voor 2013 werd de Polo R WRC voor het eerst ingezet, en Ogier kreeg in Jari-Matti Latvala een nieuwe teamgenoot bij Volkswagen. Ogier opende het seizoen bemoedigend met een tweede plaats in Monte Carlo. In Zweden reed hij vervolgens met een dominant optreden naar de eerste overwinning toe voor het team. Deze lijn wist Ogier in het restant van het seizoen voort te zetten, en hij had met de zeer betrouwbare en competitieve Polo R WRC doorgaans geen kind aan de concurrentie. Met uiteindelijk negen overwinningen greep hij, op het niveau waarmee Loeb het kampioenschap voorheen had  gedomineerd, naar zijn eerste wereldtitel toe, die hij voor eigen publiek in Frankrijk veilig stelde. Ook in de seizoenen 2014 en 2015 won hij in dezelfde stijl zijn tweede en derde wereldtitel met Volkswagen. 2016 zag een minder dominante campagne toch opnieuw eindigen in succes met zijn vierde en laatste titel bij Volkswagen. Nog voor het einde van het seizoen kondigde het Duitse merk aan hun project te stoppen met de Polo WRC en zich na afloop van 2016 terug te trekken uit het kampioenschap.

#### 2017-2018: M-Sport

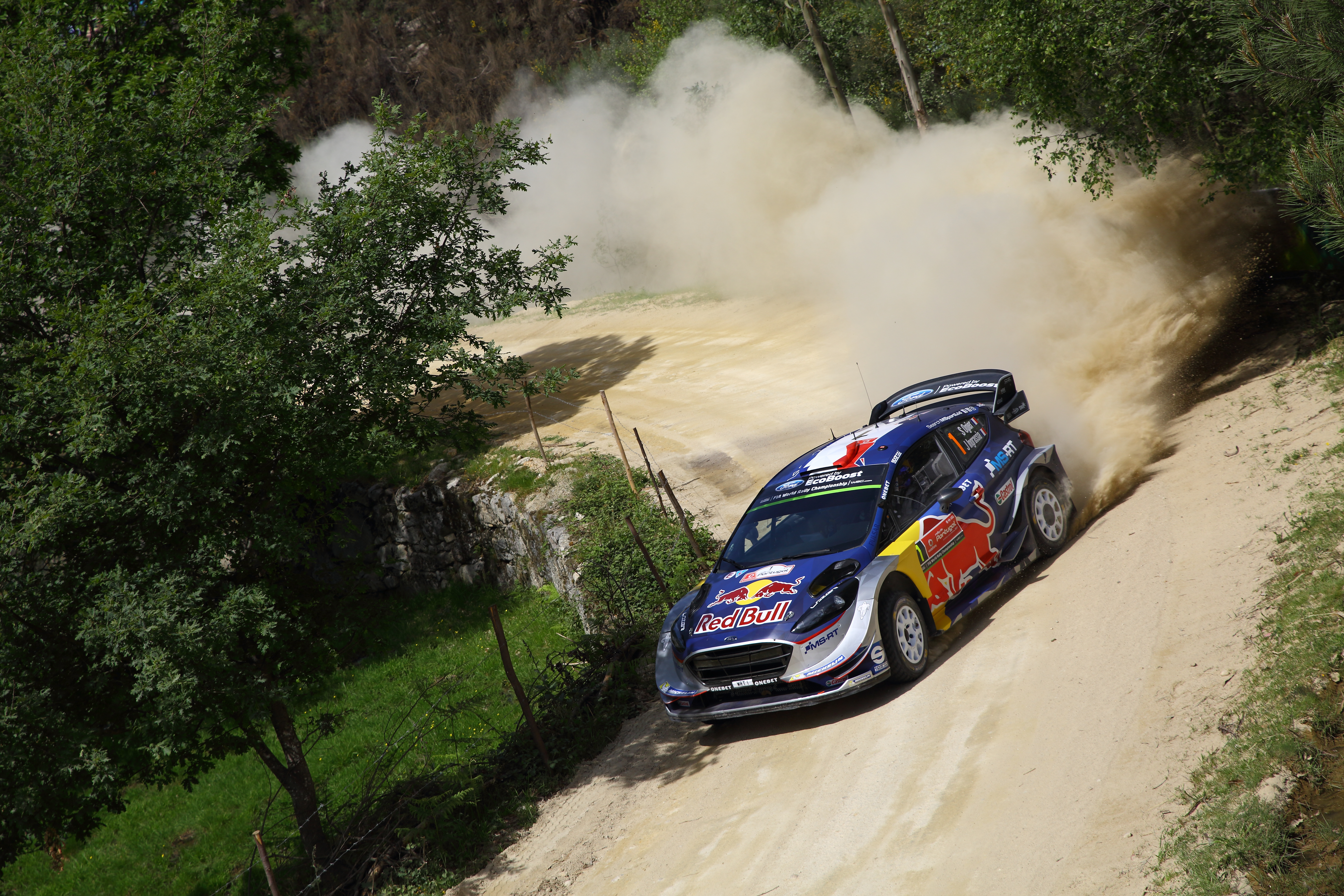
Ogier op weg naar de zege met M-Sport tijdens de Rally van Portugal in 2017

Voor 2017 heeft Ogier een eenjarig contract getekend bij het M-Sport World Rally Team van Malcolm Wilson, actief met de Ford Fiesta WRC. Hij won de openingsronde van het kampioenschap in Monte Carlo, M-Sport's eerste WK-rally overwinning in bijna vijf jaar. Ogier pakte zijn tweede zege van het jaar in Portugal en na een intense strijd gedurende het seizoen met naaste belagers Thierry Neuville, teamgenoot Ott Tänak en Jari-Matti Latvala, zou hij in de voorlaatste ronde in Groot-Brittannië zijn vijfde kampioenschap op naam schrijven. Tijdens dezelfde rally beklonk dit resultaat ook de eerste wereldtitel bij de constructeurs voor M-Sport in de huidige vorm waarin het team opereert.

#### 2019: Citroën
In 2019 keert Ogier na acht jaar weer terug bij Citroën, met Esapekka Lappi als zijn nieuwe teamgenoot.

## Complete resultaten in het wereldkampioenschap rally
| Seizoen | Inschrijving                  | Auto                  | 1       | 2       | 3       | 4      | 5       | 6       | 7     | 8       | 9       | 10     | 11     | 12      | 13      | 14    | 15     | Pos. | Punten |
| ------- | ----------------------------- | --------------------- | ------- | ------- | ------- | ------ | ------- | ------- | ----- | ------- | ------- | ------ | ------ | ------- | ------- | ----- | ------ | ---- | ------ |
| 2008    | Équipe de France FFSA         | Citroën C2 S1600      | MON     | ZWE     | MEX 8   | ARG    | JOR 11  | ITA 22  | GRI   | TUR     |         | DUI 19 | NZL    | SPA DNF | FRA 20  | JPN   |        | 19   | 1      |
| 2008    | Sébastien Ogier               | Citroën C2 R2         |         |         |         |        |         |         |       |         | FIN 35  |        |        |         |         |       |        | 19   | 1      |
| 2008    | Équipe de France FFSA         | Citroën C4 WRC        |         |         |         |        |         |         |       |         |         |        |        |         |         |       | GBR 26 | 19   | 1      |
| 2009    | Citroën Junior Team           | Citroën C4 WRC        | IER 6   | NOO 10  | CYP DNF | POR 17 | ARG 7   | ITA DNF | GRI 2 | POL DNF | FIN 6   | AUS 5  | SPA 5  | GBR DNF |         |       |        | 8    | 24     |
| 2010    | Citroën Junior Team           | Citroën C4 WRC        | ZWE 5   | MEX 3   | JOR 6   | TUR 4  | NZL 2   | POR 1   | BUL 4 |         | DUI 3   |        | FRA 6  | SPA 10  |         |       |        | 4    | 167    |
| 2010    | Citroën Total WRT             | Citroën C4 WRC        |         |         |         |        |         |         |       | FIN 2   |         | JPN 1  |        |         | GBR DNF |       |        | 4    | 167    |
| 2011    | Citroën Total WRT             | Citroën DS3 WRC       | ZWE 4   | MEX DNF | POR 1   | JOR 1  | ITA 4   | ARG 3   | GRI 1 | FIN 3   | DUI 1   | AUS 11 | FRA 1  | SPA DNF | GBR 11  |       |        | 3    | 196    |
| 2012    | Volkswagen Motorsport         | Škoda Fabia S2000     | MON DNF | ZWE 11  | MEX 8   | POR 7  | ARG 7   | GRI 7   | NZL   | FIN 10  | DUI 6   | GBR 12 | FRA 11 | ITA 5   | SPA DNF |       |        | 10   | 41     |
| 2013    | Volkswagen Motorsport         | Volkswagen Polo R WRC | MON 2   | ZWE 1   | MEX 1   | POR 1  | ARG 2   | GRI 10  | ITA 1 | FIN 1   | DUI 17  | AUS 1  | FRA 1  | SPA 1   | GBR 1   |       |        | 1    | 290    |
| 2014    | Volkswagen Motorsport         | Volkswagen Polo R WRC | MON 1   | ZWE 6   | MEX 1   | POR 1  | ARG 2   | ITA 1   | POL 1 | FIN 2   | DUI DNF | AUS 1  | FRA 13 | SPA 1   | GBR 1   |       |        | 1    | 267    |
| 2015    | Volkswagen Motorsport         | Volkswagen Polo R WRC | MON 1   | ZWE 1   | MEX 1   | ARG 17 | POR 2   | ITA 1   | POL 1 | FIN 2   | DUI 1   | AUS 1  | FRA 15 | SPA DNF | GBR 1   |       |        | 1    | 283    |
| 2016    | Volkswagen Motorsport         | Volkswagen Polo R WRC | MON 1   | ZWE 1   | MEX 2   | ARG 2  | POR 3   | ITA 3   | POL 6 | FIN 24  | DUI 1   | CHN C  | FRA 1  | SPA 1   | GBR 1   | AUS 2 |        | 1    | 268    |
| 2017    | M-Sport World Rally Team      | Ford Fiesta WRC       | MON 1   | ZWE 3   | MEX 2   | FRA 2  | ARG 4   | POR 1   | ITA 5 | POL 3   | FIN DNF | DUI 3  | SPA 2  | GBR 3   | AUS 4   |       |        | 1    | 232    |
| 2018    | M-Sport Ford World Rally Team | Ford Fiesta WRC       | MON 1   | ZWE 10  | MEX 1   | FRA 1  | ARG 4   | POR WD  | ITA 2 | FIN 5   | DUI 4   | TUR 10 | GBR 1  | SPA 2   | AUS 5   |       |        | 1    | 219    |
| 2019    | Citroën Total WRT             | Citroën C3 WRC        | MON 1   | ZWE 28  | MEX 1   | FRA 2  | ARG 3   | CHL 2   | POR 3 | ITA 41  | FIN 5   | DUI 7  | TUR 1  | GBR 3   | SPA 8   | AUS   |        | 3    | 217    |
| 2020    | Toyota Gazoo Racing WRT       | Toyota Yaris WRC      | MON 2   | ZWE 4   | MEX 1   | EST 3  | TUR DNF | ITA 3   | MOZ 1 |         |         |        |        |         |         |       |        | 1    | 122    |

* Seizoen loopt nog.

#### Overwinningen
| #  | Seizoen | Rally                                        | Navigator        | Auto                  |
| -- | ------- | -------------------------------------------- | ---------------- | --------------------- |
| 1  | 2010    | 44º Vodafone Rally de Portugal               | Julien Ingrassia | Citroën C4 WRC        |
| 2  | 2010    | 6th Rally Japan                              | Julien Ingrassia | Citroën C4 WRC        |
| 3  | 2011    | 45º Vodafone Rally de Portugal               | Julien Ingrassia | Citroën DS3 WRC       |
| 4  | 2011    | 29th Jordan Rally                            | Julien Ingrassia | Citroën DS3 WRC       |
| 5  | 2011    | 57th Acropolis Rally                         | Julien Ingrassia | Citroën DS3 WRC       |
| 6  | 2011    | 29. ADAC Rallye Deutschland                  | Julien Ingrassia | Citroën DS3 WRC       |
| 7  | 2011    | 2ème Rallye de France - Alsace               | Julien Ingrassia | Citroën DS3 WRC       |
| 8  | 2013    | 61st Rally Sweden                            | Julien Ingrassia | Volkswagen Polo R WRC |
| 9  | 2013    | 27º Rally Guanajuato México                  | Julien Ingrassia | Volkswagen Polo R WRC |
| 10 | 2013    | 47º Vodafone Rally de Portugal               | Julien Ingrassia | Volkswagen Polo R WRC |
| 11 | 2013    | 10º Rally d'Italia Sardegna                  | Julien Ingrassia | Volkswagen Polo R WRC |
| 12 | 2013    | 63rd Neste Oil Rally Finland                 | Julien Ingrassia | Volkswagen Polo R WRC |
| 13 | 2013    | 22nd Coates Hire Rally Australia             | Julien Ingrassia | Volkswagen Polo R WRC |
| 14 | 2013    | 4ème Rallye de France - Alsace               | Julien Ingrassia | Volkswagen Polo R WRC |
| 15 | 2013    | 49º Rally RACC Catalunya - Costa Daurada     | Julien Ingrassia | Volkswagen Polo R WRC |
| 16 | 2013    | 69th Wales Rally of Great Britain            | Julien Ingrassia | Volkswagen Polo R WRC |
| 17 | 2014    | 82ème Rallye Automobile de Monte-Carlo       | Julien Ingrassia | Volkswagen Polo R WRC |
| 18 | 2014    | 28º Rally Guanajuato México                  | Julien Ingrassia | Volkswagen Polo R WRC |
| 19 | 2014    | 48º Vodafone Rally de Portugal               | Julien Ingrassia | Volkswagen Polo R WRC |
| 20 | 2014    | 11º Rally d'Italia Sardegna                  | Julien Ingrassia | Volkswagen Polo R WRC |
| 21 | 2014    | 71st Lotos Rally Poland                      | Julien Ingrassia | Volkswagen Polo R WRC |
| 22 | 2014    | 23rd Coates Hire Rally Australia             | Julien Ingrassia | Volkswagen Polo R WRC |
| 23 | 2014    | 50º Rally RACC Catalunya - Costa Daurada     | Julien Ingrassia | Volkswagen Polo R WRC |
| 24 | 2014    | 70th Wales Rally of Great Britain            | Julien Ingrassia | Volkswagen Polo R WRC |
| 25 | 2015    | 83ème Rallye Automobile de Monte-Carlo       | Julien Ingrassia | Volkswagen Polo R WRC |
| 26 | 2015    | 63rd Rally Sweden                            | Julien Ingrassia | Volkswagen Polo R WRC |
| 27 | 2015    | 29º Rally Guanajuato México                  | Julien Ingrassia | Volkswagen Polo R WRC |
| 28 | 2015    | 12º Rally d'Italia Sardegna                  | Julien Ingrassia | Volkswagen Polo R WRC |
| 29 | 2015    | 72nd Lotos Rally Poland                      | Julien Ingrassia | Volkswagen Polo R WRC |
| 30 | 2015    | 33. ADAC Rallye Deutschland                  | Julien Ingrassia | Volkswagen Polo R WRC |
| 31 | 2015    | 24th Coates Hire Rally Australia             | Julien Ingrassia | Volkswagen Polo R WRC |
| 32 | 2015    | 71st Wales Rally of Great Britain            | Julien Ingrassia | Volkswagen Polo R WRC |
| 33 | 2016    | 84ème Rallye Automobile de Monte-Carlo       | Julien Ingrassia | Volkswagen Polo R WRC |
| 34 | 2016    | 64th Rally Sweden                            | Julien Ingrassia | Volkswagen Polo R WRC |
| 35 | 2016    | 34. ADAC Rallye Deutschland                  | Julien Ingrassia | Volkswagen Polo R WRC |
| 36 | 2016    | 59ème Che Guevara Energy Drink Tour de Corse | Julien Ingrassia | Volkswagen Polo R WRC |
| 37 | 2016    | 52º Rally RACC Catalunya - Costa Daurada     | Julien Ingrassia | Volkswagen Polo R WRC |
| 38 | 2016    | 72nd Wales Rally of Great Britain            | Julien Ingrassia | Volkswagen Polo R WRC |
| 39 | 2017    | 85ème Rallye Automobile de Monte-Carlo       | Julien Ingrassia | Ford Fiesta WRC       |
| 40 | 2017    | 51º Vodafone Rally de Portugal               | Julien Ingrassia | Ford Fiesta WRC       |
| 41 | 2018    | 86ème Rallye Automobile de Monte-Carlo       | Julien Ingrassia | Ford Fiesta WRC       |
| 42 | 2018    | 32º Rally Guanajuato México                  | Julien Ingrassia | Ford Fiesta WRC       |
| 43 | 2018    | 61ème Corsica Linea Tour de Corse            | Julien Ingrassia | Ford Fiesta WRC       |
| 44 | 2018    | 74th Dayinsure Wales Rally of Great Britain  | Julien Ingrassia | Ford Fiesta WRC       |
| 45 | 2019    | 87ème Rallye Automobile de Monte-Carlo       | Julien Ingrassia | Citroën C3 WRC        |
| 46 | 2019    | 33º Rally Guanajuato México                  | Julien Ingrassia | Citroën C3 WRC        |
| 47 | 2019    | 12th Rally Turkey Marmaris                   | Julien Ingrassia | Citroën C3 WRC        |
| 48 | 2020    | 34º Rally Guanajuato México                  | Julien Ingrassia | Toyota Yaris WRC      |
| 49 | 2020    | ACI Rally Monza 2020                         | Julien Ingrassia | Toyota Yaris WRC      |
| 50 | 2021    | 89ème Rallye Automobile de Monte-Carlo       | Julien Ingrassia | Toyota Yaris WRC      |

## Overige internationale overwinningen

#### Intercontinental Rally Challenge
| Seizoen | Rally                                  | Navigator        | Auto              |
| ------- | -------------------------------------- | ---------------- | ----------------- |
| 2009    | 77ème Rallye Automobile de Monte-Carlo | Julien Ingrassia | Peugeot 207 S2000 |